# イルケ・ヴィルダ
イルケ・ヴィルダ（Ilke Wyludda、1969年3月28日 - 2024年12月1日）は、ドイツの元女子陸上競技選手。主に円盤投で活躍した選手であり、1996年アトランタオリンピックの金メダリストである。
当時のドイツ民主共和国（東ドイツ）で生まれたヴィルダは、円盤投で11回のジュニア記録、さらに砲丸投でも2回ジュニア記録を樹立し、世界ジュニア陸上選手権も制している。ドイツ再統一によりドイツ連邦共和国の代表として出場した1991年の世界陸上でツベタンカ・フリストワ（ブルガリア）に敗れるまで、1989年から1991年にかけて41連勝を果たした。
2011年1月に敗血症のため右足を膝上切断したものの、その後陸上競技に復帰し2012年ロンドンパラリンピックに出場したことで初めてオリンピックとパラリンピック両方でドイツを代表した選手となった。
障害者スポーツでは円盤投と砲丸投の2種目で活躍し、2014年IPCヨーロッパ選手権F57クラスの円盤投で3位、砲丸投で2位を獲得している。これはいずれもドイツ新記録だった。さらに、2015年のIPC陸上競技世界選手権大会（パラ世界陸上）では砲丸投で銀メダルを獲得した。2017年、年間スポーツ選手表彰式でヴィルダは現役引退を表明した。
2024年12月1日、ハレ/ザーレで病気により死去。55歳没。

## 実績
| 年   | 大会                     | 場所                         | 種目   | 結果 | 記録   |
| ---- | ------------------------ | ---------------------------- | ------ | ---- | ------ |
| 1986 | 世界ジュニア陸上選手権   | アテネ（ギリシャ）           | 円盤投 | 金   | 64.02m |
| 1988 | 世界ジュニア陸上選手権   | サドバリー（カナダ）         | 円盤投 | 金   | 68.24m |
| 1989 | IAAF陸上ワールドカップ   | バルセロナ（スペイン）       | 円盤投 | 1位  | 71.54m |
| 1990 | ヨーロッパ陸上選手権     | スプリト（ユーゴスラビア）   | 円盤投 | 金   | 68.46m |
| 1991 | 世界陸上選手権           | 東京（日本）                 | 円盤投 | 銀   | 69.12m |
| 1992 | IAAF陸上ワールドカップ   | ハバナ（キューバ）           | 円盤投 | 2位  | 67.90m |
| 1994 | ヨーロッパ陸上選手権     | ヘルシンキ（フィンランド）   | 円盤投 | 金   | 68.72m |
| 1994 | IAAFグランプリファイナル | パリ（フランス）             | 円盤投 | 1位  | 65.84m |
| 1994 | IAAF陸上ワールドカップ   | ロンドン（イギリス）         | 円盤投 | 1位  | 65.30m |
| 1995 | 世界陸上選手権           | イェーテボリ（スウェーデン） | 円盤投 | 銀   | 67.20m |
| 1996 | オリンピック             | アトランタ（アメリカ合衆国） | 円盤投 | 金   | 69.66m |
| 1996 | IAAFグランプリファイナル | ミラノ（イタリア）           | 円盤投 | 1位  | 64.74m |

## 自己ベスト
- 円盤投　74.56m (1989年7月23日、世界歴代2位)
- 砲丸投　20.23m (1988年7月16日)